# Anaea vicinalis
Anaea vicinalis är en fjärilsart som beskrevs av Johannes Karl Max Röber 1916. Anaea vicinalis ingår i släktet Anaea och familjen praktfjärilar. Inga underarter finns listade i Catalogue of Life.